# 卡斯爾波因特 (紐約州)
卡斯爾波因特（英語：Castle Point）是位於美國紐約州達奇斯縣的非建制地區。

## 歷史
卡斯爾波因特的郵局自1924年營運至今。

## 地理
卡斯爾波因特所處的海拔為高於海平面54米（即177英呎），而該地所採用的時區為UTC-5，即北美东部时区（EST）。同時該地設有夏令時間，為UTC-5調快一小時，即UTC-4（EDT）。